# Lisa Mamié
Lisa Mamié, född 27 oktober 1998, är en schweizisk simmare.

## Karriär
I maj 2021 vid EM i Budapest tog Mamié silver på 200 meter bröstsim och noterade ett nytt schweiziskt rekord med tiden 2.22,05. I juli 2021 tävlade Mamié i två grenar för Schweiz vid OS i Tokyo. Hon blev utslagen i semifinalen på både 100 och 200 meter bröstsim.
I augusti 2022 vid EM i Rom tog Mamié guld på 200 meter bröstsim. Vid EM 2024 i Belgrad tog hon silver på 100 meter bröstsim och brons på 200 meter bröstsim.